# Augusto Aníbal
Augusto Aníbal de Almeida, mais conhecido apenas como Augusto Aníbal (Rio de Janeiro, 6 de agosto de 1890 - Rio de Janeiro, 12 de junho de 1965), foi um ator, dramaturgo e cantor brasileiro. Foi um dos mais conhecidos atores do Brasil nos anos 20 e 30, considerado um dos primeiros comediantes brasileiros de sucesso. Seu nome chamava tanta atenção que foi usado no título do filme "Augusto Aníbal Quer Casar", com objetivo publicitário.

## Biografia
Filho de Bento de Almeida Oliveira, dono de uma quitanda, Augusto Aníbal nasceu no Rio de Janeiro, no ano de 1890. Iniciou sua carreira artística em São Paulo, no Teatro Variedades com a peça "Os Pausinhos", da Companhia Cristiano de Sousa. Sua primeira peça no Rio de Janeiro foi "Pr'a Burro", porém seu maior sucesso foi com "Aguenta, Phelippe!", peça em que atuou e escreveu. Estrou no cinema ainda na era muda, com o filme "O Cavaleiro Negro", do cineasta Luiz de Barros, lançado em 1923, na qual interpreta um fazendeiro.
No ano seguinte atuou e deu nome ao filme "Augusto Aníbal Quer Casar", considerado o primeiro filme a abordar a questão da transexualidade, também de Barros. No final da era do cinema mudo interpretou o personagem Maneco em A Gigolette, de Vittorio Verga, em 1924. No mesmo ano atua em A Sertaneja, também de Verga. No teatro ainda atua nas peças "Cruzeiro do Sul", "De Capote e Lenço", "Eu Passo!" entre outras. Teve uma curta carreira como cantor em 1930.
Volta ao cinema apenas em 1938, com o filme "Maridinho de Luxo", de Luiz de Barros. Nos próximos anos tem curtas participações em vários filmes, incluindo "O Cortiço", "Caídos do Céu" e "Meu Dia Chegará". Em 1952 participou de seu último filme, "Era uma Vez um Vagabundo". Trabalhou de 1951 a 1953 na TV Tupi.
Faleceu na cidade do Rio de Janeiro, em 12 de junho de 1965, com 74 anos de idade.

## Filmografia

### Cinema
| Ano  | Título                    | Diretor        | Papel                |
| ---- | ------------------------- | -------------- | -------------------- |
| 1922 | O Cavaleiro Negro         | Luiz de Barros | Fazendeiro           |
| 1923 | Augusto Aníbal Quer Casar | Luiz de Barros | Bentoca              |
| 1924 | A Gigolete                | Vittorio Verga | Maneco               |
| 1924 | A Sertaneja               | Vittorio Verga | —                    |
| 1929 | Sinfonia da Floresta      | Vittorio Verga | Augusto              |
| 1938 | Maridinho de Luxo         | Luiz de Barros | —                    |
| 1945 | O Cortiço                 | Luiz de Barros | Morador              |
| 1946 | Caídos do Céu             | Luiz de Barros | Felizardo Boaventura |
| 1948 | Esta é Fina               | Luiz de Barros | —                    |
| 1948 | Fogo na Canjica           | Luiz de Barros | Fulgêncio            |
| 1949 | Eu Quero É Movimento      | Luiz de Barros | —                    |
| 1949 | Prá Lá de Boa             | Luiz de Barros | —                    |
| 1951 | Aguenta Firme, Isidoro    | Luiz de Barros | —                    |
| 1951 | Meu Dia Chegará           | Gino Talamo    | —                    |
| 1951 | Anjo do Lodo              | Luiz de Barros | Chico                |
| 1952 | Era uma Vez um Vagabundo  | Luiz de Barros | —                    |

### Teatro[4]
- 1925 - Aguenta, Phelippe!
- 1925 - Cruzeiro do Sul
- 1925 - De Capote e Lenço
- 1925 - Eu Passo!
- 1928 - Água de Côco
- 1930 - O Homem do Fraque Preto
- 1937 - Beco Sem Saída
- 1937 - Quem Vem Lá
- 1937 - Sinhô do Bomfim
- 1938 - Iaiá Boneca
- 1944 - Barca da Cantareira
- 1948 - O Anel Mágico
- 1949 - Camila Arranja Um Noivo